# Insurgentes
Insurgentes je debitantski studijski album britanskog glazbenika Stevena Wilsona, osnivača i frontmena sastava Porcupine Tree. Pjesme na albumu snimane su u raznim studijima diljem svijeta od prosinca 2007. do kolovoza 2008. Posebno izdanje albuma objavljeno je 26. studenoga 2008., a regularna inačica pojavila se u prodavaonicama albuma u veljači 2009. Wilson je izjavio da je to album na kojem je najviše eksperimentirao s pjesmama. Avenida de los Insurgentes, najdulja avenija u Ciudad de Méxicu, nadahnula je naslov albuma jer je u blizini te avenije snimljen dio pjesama na albumu.

## O albumu
Dana 16. srpnja 2008. na službenim je stranicama Stevena Wilsona objavljena fotografija na kojoj se Wilson nalazi usred kiparskog zdanja Espacio Escultórica koje pripada Ciudad Universitariji, a u čijoj je blizini Avenida de los Insurgentes. Uz fotografiju se pojavio natpis „STEVEN WILSON - INSURGENTES ...USKORO...”.
Kraći videozapis koji je režirao Lasse Hoile pojavio se 6. kolovoza na njegovu kanalu na YouTubeu te na njegovu profilu i profilu Stevena Wilsona na Myspaceu; nakon 8. kolovoza pojavio se i na Wilsonovim službenim stranicama. U tom se videozapisu pojavila pjesma „Harmony Korine”, prva skladba na albumu. Snimke prikazane u videozapisu izdvojene su iz istoimena dokumentarnog filma objavljena s albumom.
Dana 25. kolovoza 2008. na internetu su se pojavile službene stranice za Insurgentes; uradak se mogao prednaručiti s tih stranica od 6. listopada te godine. Ubrzo su prodani svi primjerci posebne inačice albuma.
Drugi kraći videozapis, u kojem se pojavila skraćena inačica pjesme „Get All You Deserve”, objavljen je 28. rujna. Dana 22. listopada u prodaju je pušten uradak Porcupine Tree - Solo Sampler 2008, kompilacija pjesama snimljenih za sporedne projekte svih članova Porcupine Treeja, a na njoj se pojavila i „Get All You Deserve”.
Pjesma „Veneno para las hadas” dobila je ime po istoimenu meksičkom filmu strave koji je režirao Carlos Enrique Taboada.

### Utjecaji
Wilson je izjavio da su na pjesme na albumu najviše utjecali žanrovi kao što su post-punk i shoegaze, a posebno je izdvojio skupine Joy Division, Killing Joke, The Flaming Lips, My Bloody Valentine i The Cure. Također je izjavio da pjesme na albumu prožimaju obilježja noisea i dronea.

## Popis pjesama
Tekstovi i glazba: Steven Wilson. 
| 1.    | »Harmony Korine«                           | 5:08 |
| 2.    | »Abandoner«                                | 4:48 |
| 3.    | »Salvaging«                                | 8:17 |
| 4.    | »Veneno para las hadas«                    | 5:58 |
| 5.    | »No Twilight Within the Courts of the Sun« | 8:37 |
| 6.    | »Significant Other«                        | 4:31 |
| 7.    | »Only Child«                               | 4:23 |
| 8.    | »Twilight Coda« (instrumentalna skladba)   | 3:24 |
| 9.    | »Get All You Deserve«                      | 6:16 |
| 10.   | »Insurgentes«                              | 3:54 |
| 55:22 |                                            |      |

## Recenzije
| Recenzije        | Recenzije |
| Izvor            | Ocjena    |
| ---------------- | --------- |
| AllMusic         | [ 2 ]     |
| Classic Rock     | 8/10      |
| Kerrang!         | [ 8 ]     |
| Record Collector | [ 9 ]     |

Insurgentes je dobio uglavnom pozitivne kritike. François Couture dao mu je četiri zvjezdice od njih pet u recenziji za AllMusic nazvavši ga „izvrsnim komadom alternativnog rocka obojena progresivnom [glazbom]” i „jednim od boljih trenutaka [za Wilsonovu glazbu]”. Jednaku mu je ocjenu dao i Paul Rigby u osvrtu za Record Collector izjavivši da sadrži „izvrsna obilježja proga koja su [Wilsonu] priskrbili zasluženu hvalu”, ali i da su u pjesmama prisutni i „različiti drugi stilovi, primjerice ambijentalne balade i eksperimentalna [glazbena] istraživanja”.
Jon Hotten dao mu je osam bodova od njih deset u recenziji za Classic Rock nazvavši ga „prekrasnim i tajnovitim albumom koji bi se već smatrao remek-djelom da mu na omotu piše logotip 'Radiohead'” i „djelom prava umjetnika”. U osvrtu za časopis Kerrang! Tom Bryant dao mu je tri boda od njih pet; izjavio je da je riječ o „dojmljivu samostalnom albumu”, da se stilovi pjesama na albumu kreću od „prostrana, ćudljiva i maštovita proga te introspektivne melankolije do neke vrste filmske, futurističke i apokaliptične vizije” te da su to pjesme „rijetke kvalitete i veličine”.

## Zasluge
| Glazbenici - Steven Wilson – vokal (osim na pjesmi „Twilight Coda”); električna gitara (osim na pjesmi „Insurgentes”); bas-gitara (osim na 5., 6. i 8. pjesmi); klavijatura (na 1. i 3. pjesmi); električni glasovir (na 2. i 6. pjesmi); glockenspiel (na 2., 6. i 9. pjesmi); programiranje bubnjeva (na pjesmi „Abandoner”); harmonij (na 2. i 4. pjesmi); aranžman za gudački orkestar (na pjesmi „Salvaging”); glasovir (na 5., 7., 9. i 10. pjesmi); čelesta (na pjesmi „No Twilight Within the Courts of the Sun”); akustična gitara (na 6. i 8. pjesmi); sintesajzer (na pjesmi „Only Child”); udaraljke (na pjesmi „Twilight Coda”); melotron i buka (na pjesmi „Get All You Deserve”); ponavljajuće snimke gitare (na pjesmi „Insurgentes”); produkcija, miksanje - Gavin Harrison – bubnjevi (osim na 4., 8. i 10. pjesmi); činele (na pjesmi „Veneno para las hadas”) - Theo Travis – flauta (na pjesmi „Abandoner”); klarinet (na pjesmi „Veneno para las hadas”) - Sand Snowman – akustična gitara (na 2. i 8. pjesmi); frula (na pjesmi „Veneno para las hadas”); udaraljke (na pjesmi „Twilight Coda”) - Dirk Serries – ponavljajući zvuk gitare (na 3. i 9. pjesmi) - Dave Stewart – aranžman za gudački orkestar (na pjesmi „Salvaging”) - London Session Orchestra – gudački orkestar (na pjesmi „Salvaging”) - Mike Outram – gitara (na 5. i 8. pjesmi) - Jordan Rudess – glasovir (na 5. i 8. pjesmi) - Tony Levin – bas-gitara (na 5. i 6. pjesmi) - Clodagh Simmonds – vokal (na pjesmi „Significant Other”) - Susana Moyaho – glas (na pjesmi „Only Child”); fotografija - Michiyo Yagi – bas-koto sa sedamnaest žica (na pjesmi „Insurgentes”) | Ostalo osoblje - Colin Atwell – snimanje glasovira (na pjesmi „Insurgentes”) - John Wesley – dodatno snimanje gitare - Mark Prator – dodatno snimanje gitare - Bert Baldwin – tonska obrada glasovira - Masaki Sasaki – snimanje kota - Steve Price – snimanje gudačkog orkestra - Andy Van Dette – masteriranje - Lasse Hoile – fotografija - Carl Glover – dizajn |

## Ljestvice
| Ljestvica                | Najviša pozicija |
| ------------------------ | ---------------- |
| Francuska                | 114.             |
| Nizozemska               | 78.              |
| Njemačka                 | 81.              |
| Poljska                  | 22.              |
| SAD (Top Heatseekers)    | 15.              |
| SAD (Independent Albums) | 45.              |

## Dokumentarni filmInsurgentes
Insurgentes je dokumentarni film koji je snimio i režirao Lasse Hoile, a temelji se na umjetnikovoj želji za putovanjem oko svijeta kako bi se nadahnuo za pisanje pjesama.
Osamnaestominutni izvadak iz filma uvršten je na DVD koji se pojavio na posebnoj inačici albuma Insurgentes. Film se snimao na kanalima u Xochimilcu i bivšem samostanu „Sveta Tereza Avilska”, u kojem su snimljene vokalne dionice i glasovirske dionice za pjesmu „Insurgentes”; snimao se i u Švedskoj, Engleskoj, Finskoj, Nizozemskoj, SAD-u i Danskoj.
Premijerno je prikazan na Međunarodnom filmskom festivalu u Kopenhagenu. Poslije se prikazao i na švedskom festivalu Sensurround Music Film Festival, njemačkom festivalu Unerhoert Music Film Festival u Hamburgu.
DVD je objavljen 27. rujna 2010. Na prvim primjercima koji su se mogli prednaručiti nalazi se i dodatni CD s devetominutnom pjesmom „Vapour Trail Lullaby”, čija je demoinačica nastala tijekom rada na albumu In Absentia, a dotad se u prilično izmijenjenu obliku pojavila na debitantskom studijskom albumu sastava Blackfield pod imenom „Lullaby”. Na DVD-u se nalazi 31-minutni film nastupa Bass Communiona i Piga u Ciudad de Méxicu, spot za pjesmu „Harmony Korine”, nekoliko najavnih videozapisa, snimku drukčijeg završetka filma, videozapis snimljen na filmskom festivalu u Kopenhagenu na kojem su Wilson i Hoile odgovarali na pitanja te šest odbačenih snimki nastalih tijekom rada na albumu. Zvuk na DVD-u miksan je na dva načina: stereofonski i tehnikom prostornoga zvuka.

### Uništavanje iPoda
U dokumentarnom filmu Wilson uništava iPode na različite načine. Tako je prosvjedovao protiv formata MP3 smatrajući da taj format smanjuje užitak slušanja glazbe. Izjavio je: „Zaista se pitam shvaćaju li ljudi kakvo sranje slušaju kad slušaju MP3.” Ishod komprimiranja zvučnih datoteka na taj način usporedio je s osobom koja gleda fotokopiju slike u galeriji. iPode je uništio na barem deset različitih načina; služio se, između ostalog, čekićem, aparatom za zavarivanje, puškom i strojem za rezanje drva.